# Canal virtuel
En télécommunications, un canal virtuel est une désignation de canal qui diffère du canal radio réel sur lequel voyage le signal.
La raison la plus commune pour une station de télévision d'utiliser un canal virtuel est de minimiser la confusion du téléspectateur quand la télévision numérique est diffusée sur un canal différent de celui que la station utilisait en mode analogique. Le canal virtuel permet ainsi aux téléspectateurs de regarder la station en choisissant le même numéro de canal que celui du mode analogique.